# Rolf Wolfshohl
Rolf Wolfshohl (Colonia, 27 de diciembre de 1938-18 de septiembre de 2024) fue un ciclista alemán, profesional entre 1960 y 1976.

## Carrera deportiva
Participó en pruebas tanto de ruta como de ciclocrós. Como amateur, fue campeón de Alemania en ruta en 1956, y campeón y subcampeón del mundo de ciclocrós en 1959 y 1958, respectivamente. Ya como profesional, fue 3 veces campeón del mundo de ciclocrós y 13 veces campeón de su país.
Demostró sus cualidades en pruebas de un día (fue segundo de la Lieja-Bastoña-Lieja y de la Milán-San Remo, además de triunfos de etapas en diversas pruebas de entidad), en pruebas por etapas de corta duración (ganó la París-Niza) como en Grandes Vueltas (ganó la Vuelta a España 1965 y fue 6.º en el Tour de Francia 1968).

## Palmarés

### Ruta
1959
- Tour de Limburgo

1962
- Gran Premio de la Bicicleta Eibarresa, más 2 etapas
- Tour de l'Aude
- 1 etapa del Critérium del Dauphiné

1963
- 2.º en el Campeonato de Alemania en Ruta
- 1 etapa de la París-Niza

1965
- Vuelta a España

1966
- 1 etapa de los Cuatro Días de Dunkerque

1967
- 1 etapa del Tour de Francia
- 1 etapa de la Vuelta a España

1968
- Campeón de Alemania
- París-Niza

1970
- 1 etapa del Tour de Francia

### Ciclocrós
| 1957 - 2.º en el Campeonato de Alemania de Ciclocross 1958 - Campeón de Alemania de Ciclocrós - 3.º en el Campeonato Mundial de Ciclocrós 1959 - 2.º en el Campeonato Mundial de Ciclocrós - Campeón de Alemania de Ciclocrós 1960 - Campeonato Mundial de Ciclocrós - Campeón de Alemania de Ciclocrós 1961 - Campeonato Mundial de Ciclocrós - Campeón de Alemania de Ciclocrós 1962 - Campeón de Alemania de Ciclocrós 1963 - Campeonato Mundial de Ciclocrós - Campeón de Alemania de Ciclocrós 1965 - 2.º en el Campeonato Mundial de Ciclocrós - Campeón de Alemania de Ciclocrós | 1966 - 3.º en el Campeonato Mundial de Ciclocrós - Campeón de Alemania de Ciclocrós 1967 - 2.º en el Campeonato Mundial de Ciclocrós - Campeón de Alemania de Ciclocrós 1968 - Campeón de Alemania de Ciclocrós 1969 - 2.º en el Campeonato Mundial de Ciclocrós - Campeón de Alemania de Ciclocrós 1970 - 3.º en el Campeonato Mundial de Ciclocrós - Campeón de Alemania de Ciclocrós 1972 - 2.º en el Campeonato Mundial de Ciclocrós - Campeón de Alemania de Ciclocrós 1973 - 3.º en el Campeonato Mundial de Ciclocrós - Campeón de Alemania de Ciclocrós |

## Resultados en Grandes Vueltas
| Carrera         | 1960 | 1961 | 1962 | 1963 | 1964 | 1965 | 1966 | 1967 | 1968  | 1969 | 1970 | 1971 | 1972 | 1973 | 1974 |
| --------------- | ---- | ---- | ---- | ---- | ---- | ---- | ---- | ---- | ----- | ---- | ---- | ---- | ---- | ---- | ---- |
| Giro de Italia  | -    | -    | -    | -    | -    | -    | -    | -    | -     | -    | -    | -    | -    | -    | -    |
| Tour de Francia | -    | -    | 15.º | Ab.  | -    | Ab.  | 39.º | 31.º | '6.º' | -    | 37.º | 71.º | 24.º | -    | -    |
| Vuelta a España | -    | -    | -    | -    | -    | 1.º  | -    | 15.º | -     | 6º   | Ab.  | 20.º | -    | -    | -    |

## Trayectoria

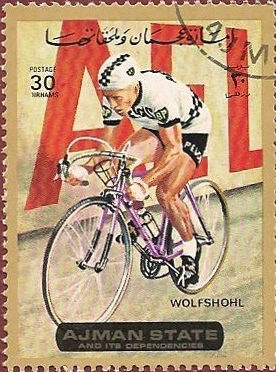

- Rapha-Gitane-Dunlop (1960)
- Peugeot-BP-Dunlop (1961)
- Gitane-Leroux (1962)
- Peugeot-BP (1963-1964)
- Mercier-BP (1965-1966)
- Bic (1967-1969)
- Fagor-Mercier (1970-1971)
- Rokado (1972)
- Ha-Ro (1973-1974)
- Rowona (1975-1976)

## Reconocimientos
- Fue designado como uno de los ciclistas más destacados de la historia al ser elegido en el año 2002 para formar parte de la Sesión Inaugural del Salón de la Fama de la UCI.[3]